# Географічна освіта в Україні
Географічна освіта в Україні — система викладання загальних та спеціальних географічних знань, природних закономірностей, формування умінь і навичок для використання в повсякденному житті та професійній діяльності географів, фахівців наук про Землю та інших прикладних і суміжних дисциплін у закладах вищої, середньої, дошкільної, позашкільної та післядипломної освіти України. В Україні запроваджено державні стандарти географічної освіти. Їхня структура і зміст базуються на досягненнях сучасної фундаментальної науки і освіти. Вони формують уявлення про планету Земля, географічну оболонку, взаємопов'язані процеси в ній, загальні закономірності, про природу окремих частин планети, соціально-економічну географію світу, окремих країн та особливо України, її місце серед інших держав світу; формують навички роботи з джерелами географічних знань, передусім, вміння працювати з картами. Перший президент національної академії наук Володимир Вернадський розглядав суспільний і особистосний розвиток людини у нерозривній єдності з навколишнім середовищем (косним і біологічним) — біосфері. Його ідеї розвивав видатний український педагог Василь Сухомлинський, що обґрунтовував гармонізацію відносин із природою та формування світосприйняття через всебічне пізнання законів її існування та діяльності, шляхом викладання природознавчих (екологізація) і суспільствознавчих (гуманізація) курсів протягом всього циклу освіти.

## Історія
Потребу вивчення загальнопланетарних і регіональних географічних особливостей, їхній прояв на теренах України та місце території України в просторі та рух у часі й історичному поступі зазначали Володимир Бондарчук, Наталя Вернандер, Костянтин Воблий, Віктор Гаврилюк, Василь Григорович-Барський, Олексій Діброва, Дмитро Журавський, Федір Заставний, Володимир Крокос, Володимир Кубійович, Олександр Маринич, Степан Рудницький, Анатолій Сиротенко, Володимир Чирвинський, Павло Чубинський, Петро Шищенко та ін. Різноманітні аспекти географічної освіти в державних закладах різного ступеня свого часу досліджували О. О. Борях, З. Д Болгарський, Аф. Будзан, А. Й. Дахній, Г. В. Долган, Н. В. Зубов, М. В. Кабузан, C. M. Ковальов, В. П. Корнєєв, Л. І. Круглик, Ю. П. Лащук, Ю. М. Пар, Л. Б. Паламарчук, Б. Я. Пугач, В. І. Шевченко, З. Е. Файчак. У процесі розвитку географічної освіти другої половини XX століття великого значення
набув екологічний аспект, вагомий внесок у розробку якого зробили І. Д. Звєрев, О. М. Захлєбний, І. Т. Суравегіна, C. B. Васильєв, А. С. Волкова, Я. І. Габєв, Т. В. Кучер, І. С. Матрусов, В. М. Назаренко, О. В. Плахотнік, Н. А Пустовіт, М. В. Самойленко, В. Д. Шарко та ін.

### Університетська географія
- 1945—1954 роки — період наукового «геомодернізму», повернення географії на рівень «мирної

тематики», відродження діяльності університетів, заснування/реорганізація кафедр геоморфології, метеорології, гідрології, розширення кафедри фізичної та
економічної географії, геодезії та картографії.
- 1954—1968 роки — період розширення мережі вузів, створення географічних факультетів та кафедр географії у Львівському, Харківському й Одеському університетах, збільшення кількості студентів, формування прикладної географії, нових напрямів, розширення сфери наукових географічних досліджень, перехід до прогнозно-конструктивної географії.
- 1968—1995 роки — період інтенсивного накопичення географічних знань, зміна підходів, методів та сфери досліджень, становлення стійкої системи географічної освіти, взаємопроникнення різних галузей досліджень, спеціалізація та диференціація окремих галузей.
- 1995-2015 роки — період пострадянської трансформації та інтеграції у світове освітнє середовище, Болонський процес, рух у напрямку від елітарності до егалітарності вищої освіти (масовості), через збільшення кількості навчальних закладів (за одночасного зменшення потенційної кількості абітурієнтів внаслідок демографічної кризи) і можливість отримати освіту приватним коштом, плюралізація організаційних форм і форм власності закладів освіти, зниження державної підтримки, коригуванням навчальних програм[3].

## Початкова і середня освіта
Згідно державних стандартів освіти з предмету географія, у початковій та основній школі в учнів формуються загальні елементи географічних знань, відомостей з географії рідного краю та держави. Так, у 1-5 класах вивчають елементи природознавства, 6 — загальну географію, 7 — географію материків і океанів, 8 — фізичну, 9 — соціально-економічну географію України. У старших класах відбувається орієнтація в суспільному середовищі, надаються перші навички профільної географічної освіти заради вибору учнем майбутньої професії. У 10-11 класах вивчають соціально-економічну географію світу, окремих держав, глобальні проблеми людства.

## Вища освіта
Вища географічна освіта представлена в Україні в двох десятках вищих навчальних закладів, її історія налічує більше 200 років. Географія як самостійна навчальна дисципліна з'явилася 1834 року в Київському університеті, 1882 — Львівському, 1889 — Харківському. У закладах вищої освіти готують фахівців-географів двох рівнів — бакалавр і магістр (із захистом бакалврських і магістерських робіт, відповідно).
Випускники ВНЗ України, згідно постанови Кабінету Міністрів України № 266 від 29 квітня 2015 року, можуть здобути фах за спеціальністю «103. Природничі науки. Науки про Землю», до яких відносяться географія, економічна і соціальна географія, геоморфологія, метеорологія і кліматологія, гідрологія та гідроекологія, океанологія та екологія, фізична географія та геоекологія, картографія, країнознавство, рекреаційна географія, міжнародний туризм, туризм, екологія, управлінський менеджмент. Традиційна географічна освіта також надається за напрямками «014. Освіта. Середня освіта», геодезична та геоінформаційна — «193. Архітектура та будівництво. Геодезія та землеустрій», краєзнавчо-рекреаційна — «242. Сфера обслуговування. Туризм».
У педагогічних інститутах та університетах випускники часто здобувають подвійну спеціалізацію: географія і біологія, географія та іноземна мова. Студенти проходять польові навчальні та виробничі практики в експедиціях, на географічних стаціонарах, в наукових і державних установах, за кордоном.
Університетська географічна освіта в Україні виконує важливу культурно-виховну роль, надає базовий рівень знань для розуміння глобальних процесів на планеті та місця людини в них, формує кваліфіковані навички для реалізації стратегії сталого розвитку людства в різноманітних галузях його діяльності, свідоме екологічне мислення.

### Географічні факультети

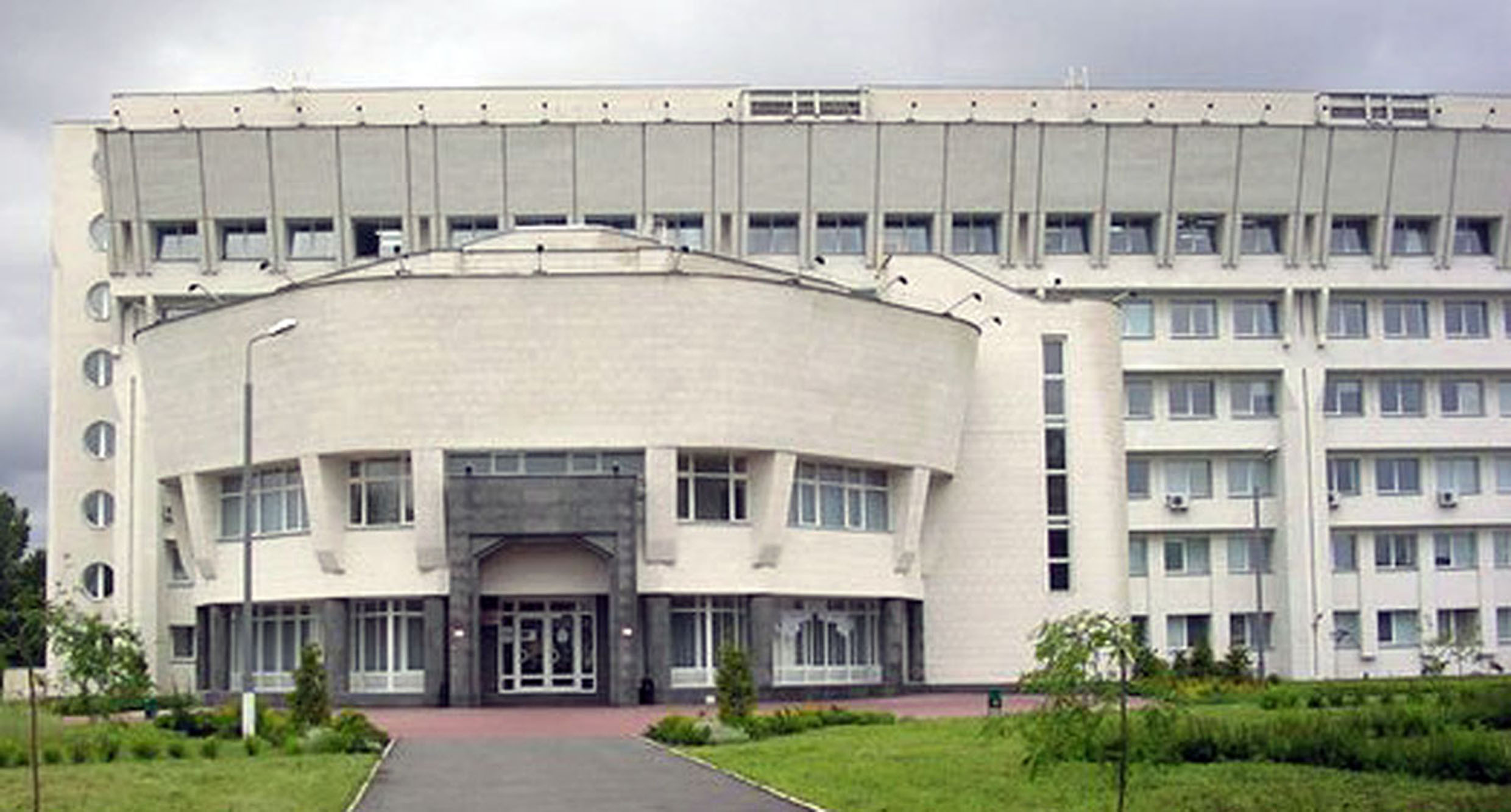
Корпус географічного факультету КНУ

Географічний факультет Київського національного університету імені Тараса Шевченка готує спеціалістів на 8 кафедрах:
- Економічної та соціальної географії
- Країнознавства та туризму
- Географії України
- Фізичної географії та геоекології
- Землезнавства та геоморфології
- Метеорології та кліматології
- Гідрології та гідроекології
- Геодезії та картографії

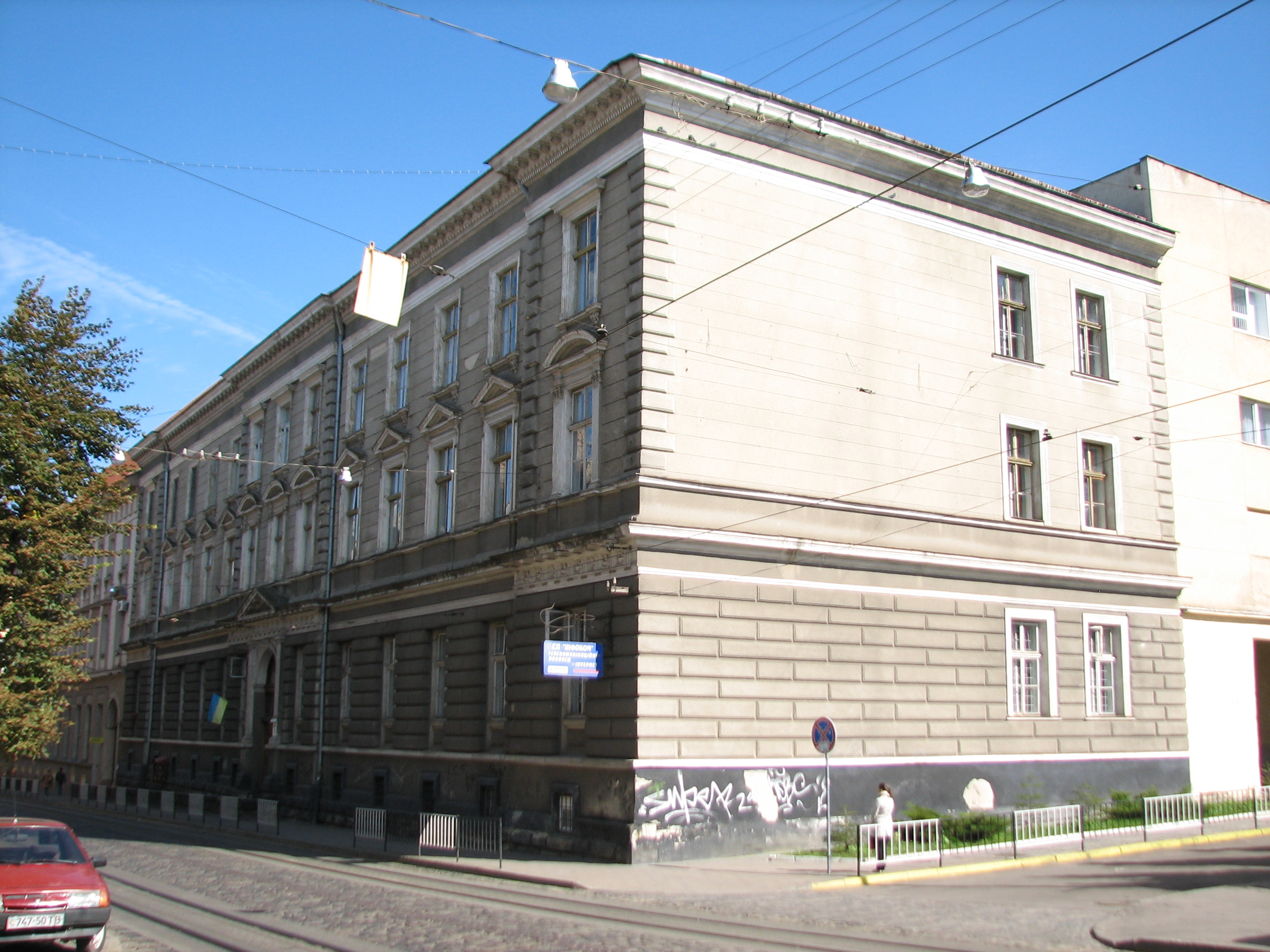
Корпус географічного факультету Львівського університету

Географічний факультет Львівського національного університету імені Івана Франка готує спеціалістів на 8 кафедрах:
- Географії України
- Геоморфології і палеогеографії
- Ґрунтознавства і географії ґрунтів
- Економічної і соціальної географії
- Конструктивної географії та картографії
- Раціонального використання природних ресурсів і охорони природи
- Туризму
- Фізичної географії

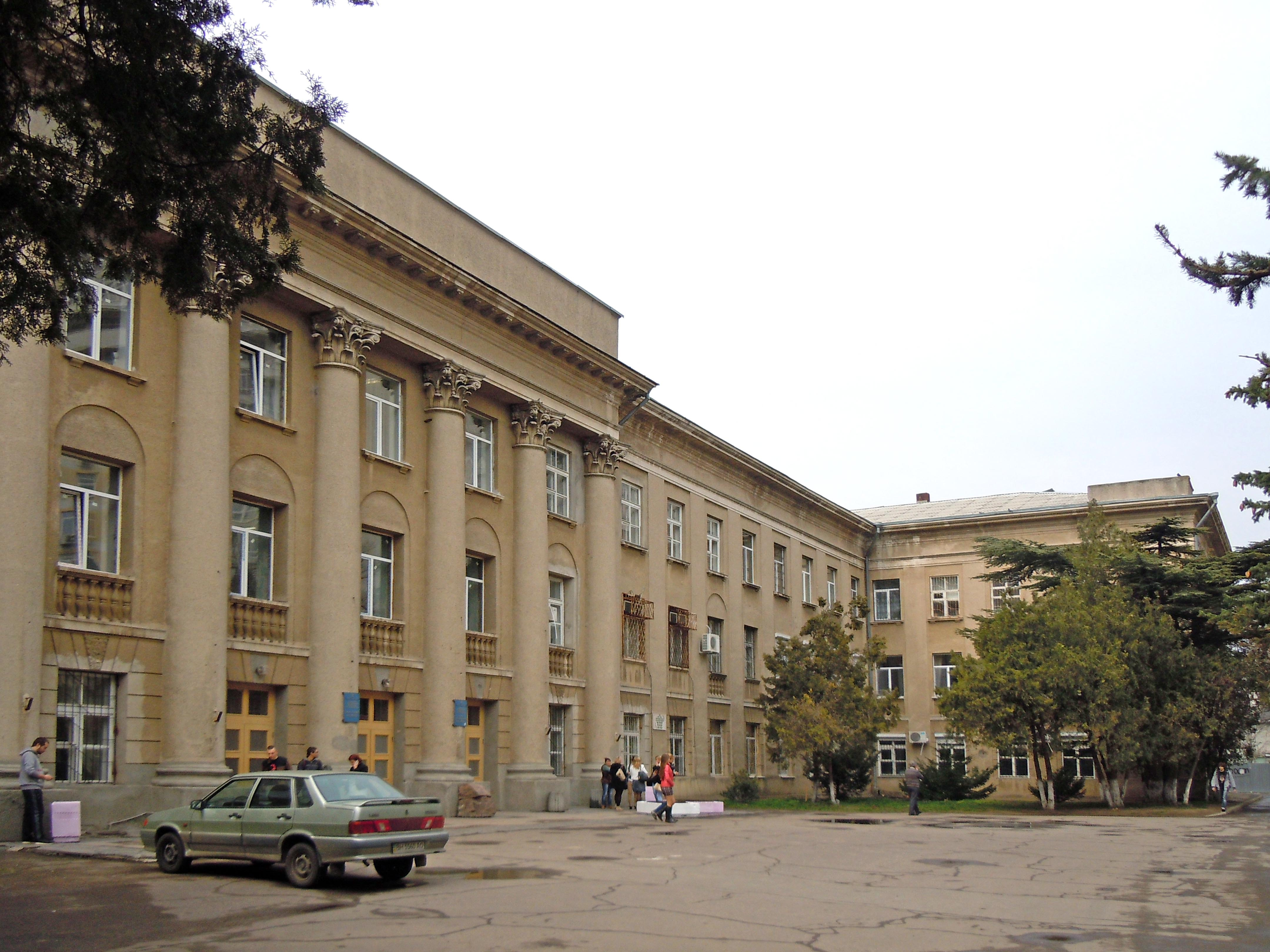
Корпус географічного факультету Одеського університету

Геолого-географічний факультет Одеський національний університет імені І. І. Мечникова готує спеціалістів на 6 кафедрах:
- Загальної та морської геології
- Інженерної геології і гідрогеології
- Фізичної географії і природокористування
- Економічної та соціальної географії
- Ґрунтознавства i географії ґрунтів
- Географії України

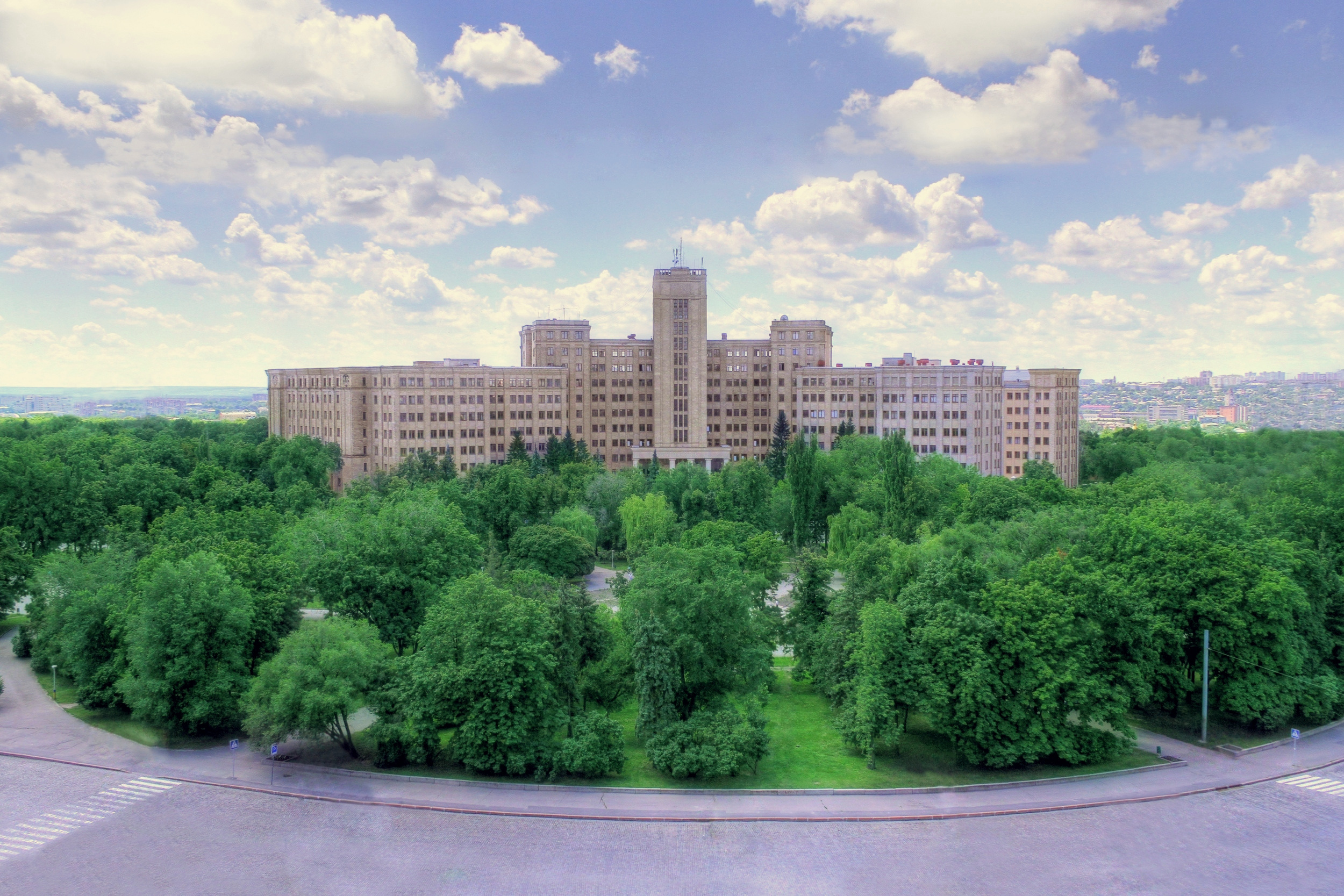
Головний корпус ХНУ, в якому розміщується геолого-географічний факультет

Факультет географії, геології, рекреації і туризму Харківського національного університету імені В. Н. Каразіна готує спеціалістів на 5 кафедрах:
- Гідрогеології — завідувач кафедри — доцент Удалов Ігор Валерійович.
- Геології — завідувач кафедри — доцент Матвєєв Андрій В'ячеславович.
- Мінералогії, петрографії та корисних копалин — завідувач кафедри — професор Фик Ілля Михайлович.
- Фізичної географії і картографії — завідувач кафедри — професор Нємець Людмила Миколаївна.
- Соціально-економічної географії і регіонознавства — завідувач кафедри — доцент Прасул Юлія Іванівна.

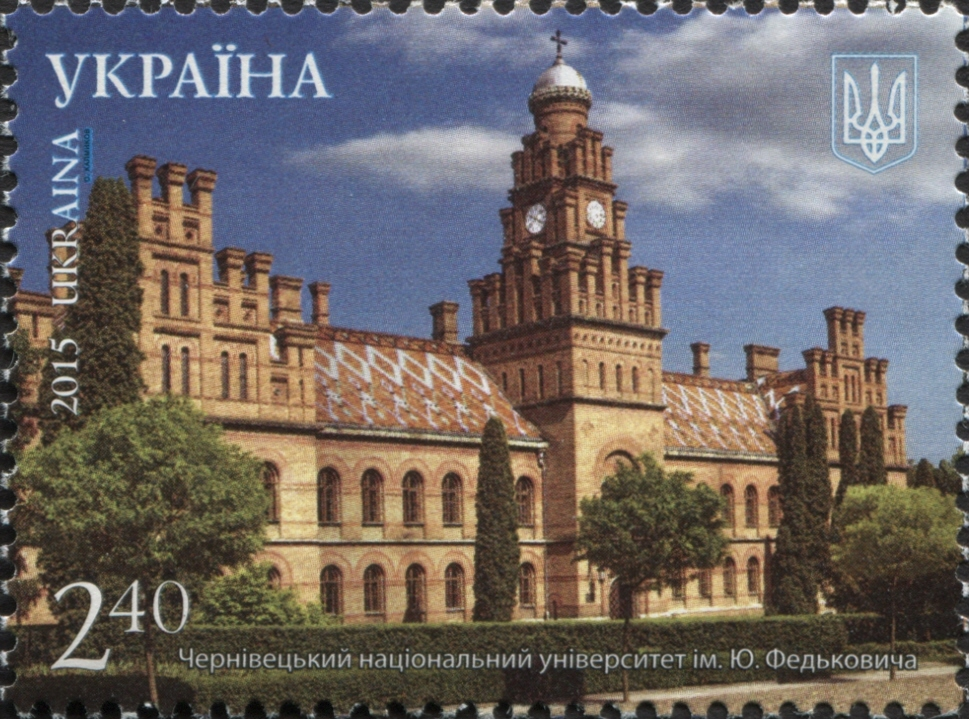
Корпус географічного факультету ЧНУ на поштовій марці України

Географічний факультет Чернівецького національного університету імені Юрія Федьковича готує спеціалістів на 7 кафедрах:
- Географії України та регіоналістики
- Географії та менеджменту туризму
- Гідроекології, водопостачання та водовідведення
- Економічної географії та екологічного менеджменту
- Соціальної географії та рекреаційного природокоористування
- Фізичної географії і раціонального природокористування
- Геодезії, картографії та управління територіями

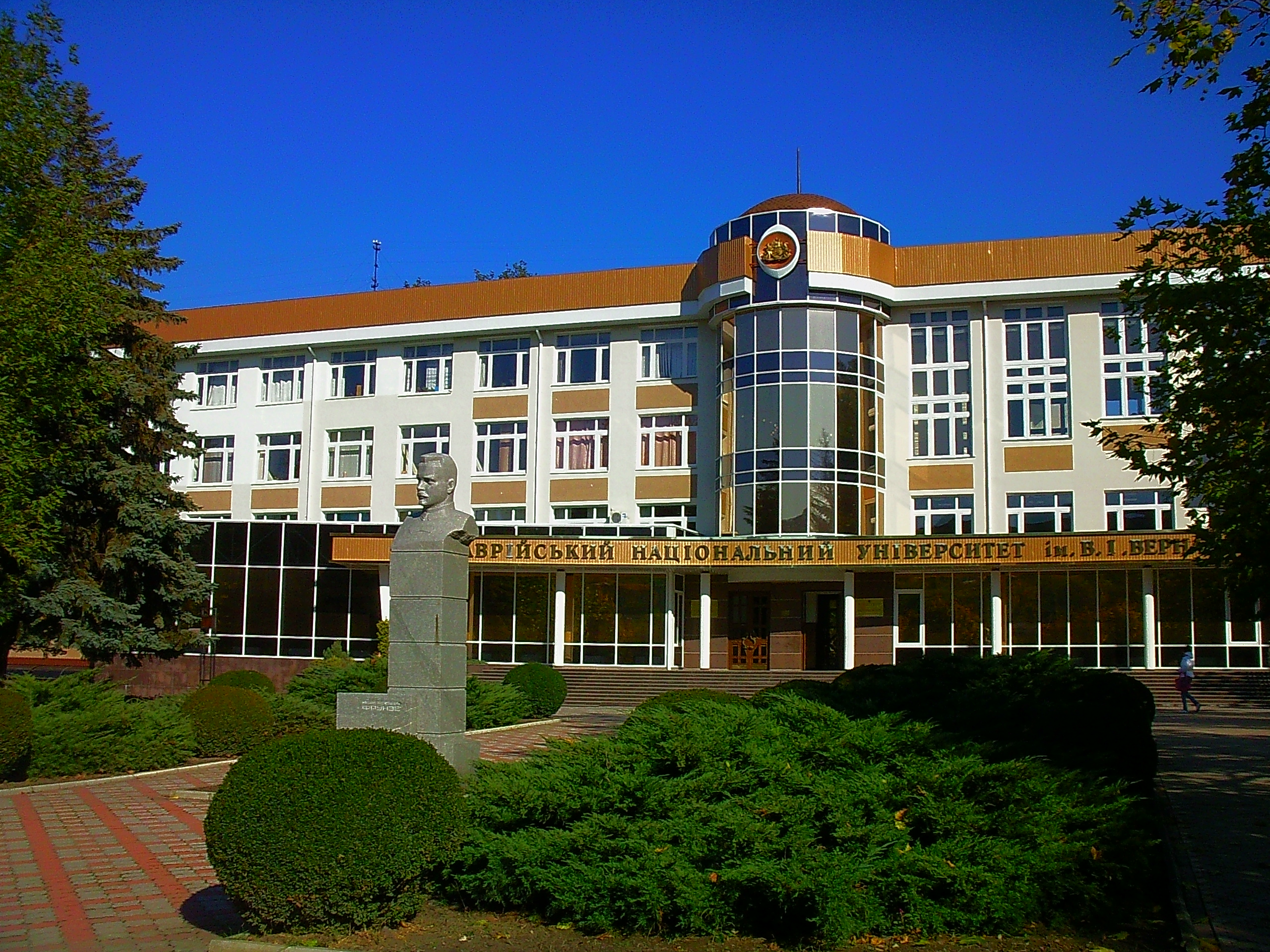
Головний корпус Таврійського університету

До 2014 року географічний факультет Таврійського національного університету імені В. І. Вернадського готував спеціалістів на 5 кафедрах:
- Геоекології
- Загального землезнавства і геоморфології
- Туризму
- Фізичної географії та океанології
- Економічної та соціальної географії

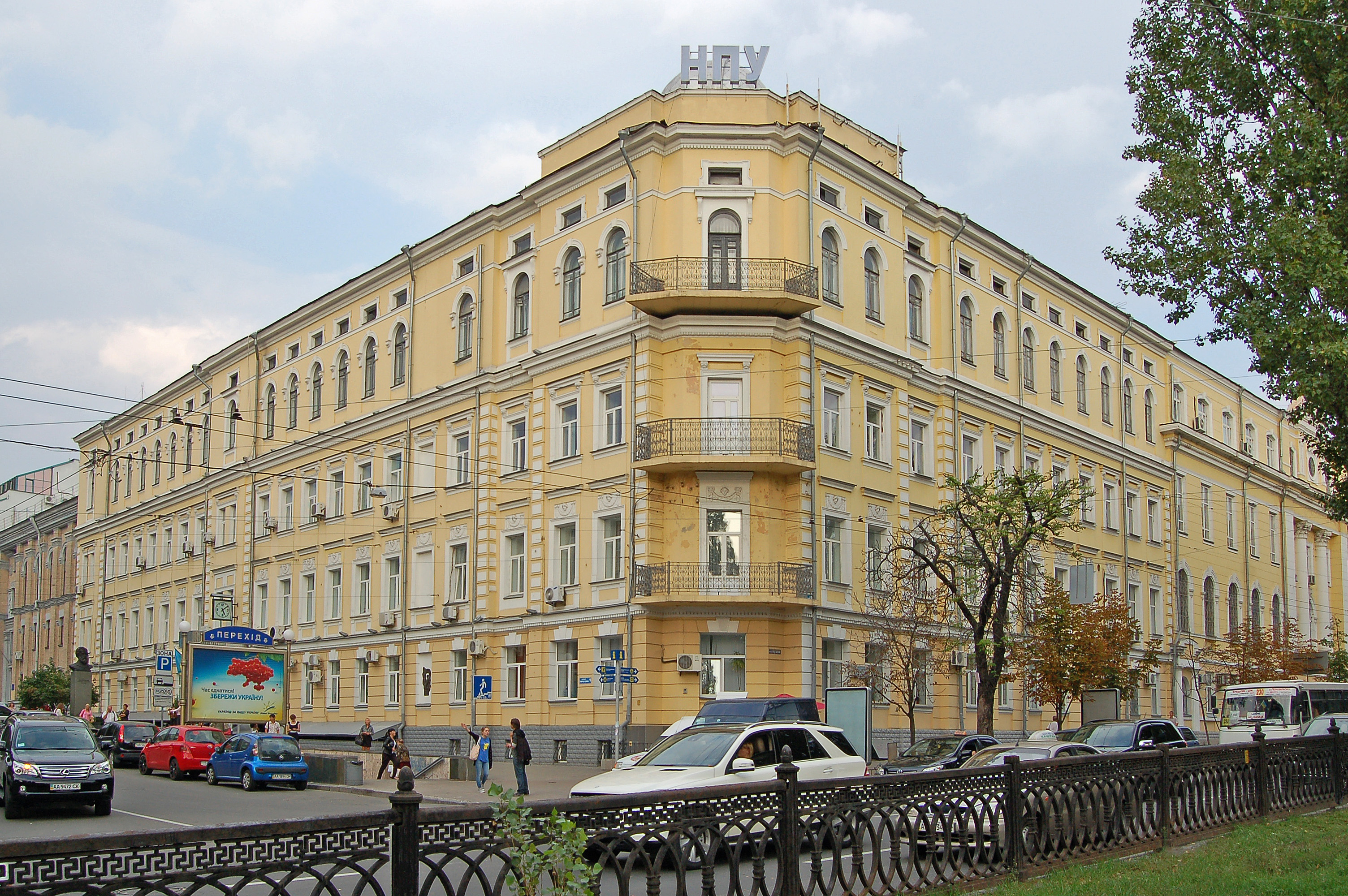
Головний корпус Національного педагогічного університету

Інститут природничої освіти та екології Національного педагогічного університету імені М. П. Драгоманова готує спеціалістів на 3 кафедрах:
- Екології
- Туризму
- Географії

Географічний факультет Ужгородського національного університету готує спеціалістів на 4 кафедрах:
- Землевпорядкування та кадастру
- Фізичної географії та раціонального природокористування
- Лісівництва
- Туризму

Географічний факультет Волинського національний університету імені Лесі Українки у місті Луцьку створено 1993 року, шляхом реорганізації природничо-географічного факультету (1974) Луцького державного педагогічного університету. Він готує спеціалістів на 4 кафедрах:
- Економічної та соціальної географії — завідувач кафедри — професор Матвійчук Людмила Юріївна.
- Геодезії, землевпорядкування та кадастру — завідувач кафедри — професор Уль Анна Володимирівна.
- Фізичної географії — завідувач кафедри — Фесюк Василь Олександрович.
- Туризму та готельного господарства — завідувач кафедри — професор Ільїн Леонід Володимирович.

Природничо-географічний факультет Вінницького державного педагогічного університету імені Михайла Коцюбинського готує спеціалістів на кафедрі географії. Кафедру утворено 1976 року, 1992 року розділено на кафедри соціально-економічної та фізичної географії, 2012 року реорганізовано в одну. Завідувач кафедри — професор Денисик Григорій Іванович.
Природничо-географічний факультет Центральноукраїнського державного педагогічного університету імені Володимира Винниченка в Кропивницькому готує спеціалістів на кафедрі географії та геоекології.
Факультет природничо-географічних і точних наук Ніжинського державного університету імені Миколи Гоголя готує спеціалістів на кафедрі географії, туризму та спорту.
Факультет біології, географії та екології Херсонського державного університету готує спеціалістів на кафедрі географії та екології.
Географічний факультет Тернопільського національного педагогічного університету імені Володимира Гнатюка готує спеціалістів на кафедрах фізичної географії, економічної та соціальної географії.
Факультет географії, туризму та історії Криворізького державного педагогічного університету готує спеціалістів на кафедрах фізичної географії та геології, економічної і соціальної географії.
Природничо-географічний факультет Мелітопольського державного педагогічного університету імені Богдана Хмельницького готує спеціалістів на 2 кафедраї:
- Фізичної географії та геології
- Туризму, соціально-економічної географії та краєзнавства

Факультет природничих наук Луганського національного університету імені Тараса Шевченка у місті Старобільськ (від 2014 року) готує спеціалістів на кафедрі географії.
Природничо-географічний факультет Міжнародного економіко-гуманітарного університету імені академіка Степана Дем'янчука в Рівному готує спеціалістів на кафедрі географії та туризму.

### Навчальні дисципліни
Окрім загальноуніверситетських курсів з соціально-гуманітарних дисциплін (філософія, політологія, соціологія, правознавство, економічна теорія, історія, культурологія), вивчення рідної та іноземної мови (переважно англійської) з професійним спрямуванням, на географічних факультетах вивчають фундаментальні й професійно-орієнтовані дисципліни у різному обсязі. Обсяг залежить від обраної спеціальності та спрямування навчального процесу, тому може варіювати від викладу загальних основ у межах іншої дисципліни (наприклад, топографія з основами геодезії) до ряду окремих повноцінних курсів (наприклад, загальна, історична, четвертинна, гідрогеологія та ін.), що з різних аспектів розкривають зміст наукової дисципліни.
Для спеціальності географія блоки навчальних дисциплін виглядають наступним чином:
Точні науки
- вища математика, математична статистика і моделювання, інформатика і геоінформатика, фізика і геофізика, хімія і геохімія.

Науки про Землю
- землезнавство, фізична географія і фізична географія материків і океанів, геологія, історична геологія, четвертинна геологія, гідрогеологія, геотектоніка, палеогеографія, геоморфологія, метеорологія і кліматологія, гідрологія і океанологія, ґрунтознавство і географія ґрунтів, біогеографія, ландшафтознавство, геофізика і геохімія ландшафтів, екологія і геоекологія, ландшафтна екологія.

Антропогеографія
- суспільна географія, соціальна географія, політична географія, географія населення і демографія, етногеографія, геоурбаністика, географія культури, географія релігій, історична географія, медична географія, регіональна географія, економіко-соціальна географія, регіональна економічна та соціальна географія, геоекономіка і географія світового господарства, географія промисловості, АПК і транспорту, рекреаційна географія і географія туризму, територіально-виробничі комплекси, географія людської діяльності і глобалізаційних процесів.

Прикладні й інтегральні дисципліни
- топографія і геодезія, картографія, топоніміка і географічна номенклатура, дистанційне зондування Землі, інформаційна географія й ГІС, комп'ютерні технології, охорона навколишнього середовища, природокористування й енвайроментальний менеджмент, ресурсо- й енергозбереження, агрометеорологія і агроекологія, водні ресурси, інженерна геодезія.

Професійні дисципліни
- педагогіка, психологія, методика викладання, шкільна географія, менеджмент освіти, організація наукової роботи, історія географічних досліджень сучасні методи, польові географічні дослідження, географічне прогнозування.

Географія України
- фізична географія України, геологія України, палеогеографія України, рельєф України, клімат України, гідрологія України, ґрунти України, ландшафти України, економічна і соціальна географія України, економіка України, населення України, рекреаційні ресурси України, історія географії України, краєзнавство і туризм, географія рідного краю (області, району, населеного пункту).

### Працевлаштування
Достатньо широкий спектр застосування комплексу географічних знань розмиває чіткий профіль кар'єри спеціаліста-географа, що призводить до складнощів із працевлаштування. Найшвидше застосування отриманим знанням і навичкам випускники географічних напрямків вищої освіти знаходять в освітянській сфері (середня та вища школи), гідрометеорології, екологічній інспекції, як картографи, землевпорядники та спеціалісти з геоінформаційних систем.
Сучасні потреби суспільства на порядок денний не тільки в Україні, але й у розвинених країнах, ставить ряд вимог до спеціаліста з географічних наук, що складаються з:
- базових знань — планетарні процеси в географічній оболонці, їхній локальний прояв; взаємозалежність людини і природи; зміна клімату та спектр наслідків для людства; різноманітні аспекти просторових зв'язків усіх проявів людської діяльності (економічних, культурних, соціальних тощо); екологічні наслідки людської діяльності; проблеми бідності та нерівності розвитку окремих територій; кроскультурна взаємодія; процеси глобалізації та наслідки для конкретних регіонів і сфер людської діяльності; сталий розвиток (екологічний, економічний, соціальний аспекти)[24][25].
- навичок і ділових якостей — комунікація (якісна аргументація, вирішення конфліктів, кроскультурне спілкування); незалежне критичне мислення; просторове мислення, його глобальність і водночас креативність; прийняття рішень на основі обмеженої інформації; інформаційна грамотність; вміння чітко формулювати питання, ставити завдання, знаходити відповіді, втілювати ідеї; використання методів якісного і кількісного аналізу, інтерпретація результатів геопросторового аналізу; вміння створювати карти, використовувати геоінформаційні технології; вміння передавати й поширювати набуті в процесі діяльності знання[26][24].

Випускники університетів частіше володіють надлишковими академічними знаннями і водночас мають певний брак фахових компетенцій. Тобто навчання відбувається у відриві від процесів майбутнього застосування отриманого фаху. Виключення тут становлять лише майбутні педагоги. Адаптації на робочому місці заважає брак навчальних курсів з економічних та правових аспектів діяльності підприємств, функціонування державних органів влади, наукових установ. Такого роду навички випускники опановують самотужки, за допомогою колег.

## Дистанційна освіта
В Україні, у сучасному вигляді, дистанційне навчання розвивається від 1991 року. Розвиток дистанційної освіти в Україні йде повільними темпами у порівнянні з іншими європейськими країнами. Не зважаючи на порівняно невеликі затрати на впровадження такої форми освіти та широкою забезпеченністю технічними засобами, кількість і широта охвату тем пропонованих курсів українськими вишами, доступ до онлайн-лекцій та онлайн-презентацій на 2015 рік значно поступається кількості природничих курсів навіть у вільному доступі на таких майданчиках, як Coursera, EdX, чи повному дистанційному доступі до навчання відкритих європейських університетів (Великої Британії, Нідерландів, Данії тощо). Піонерами в дистанційному навчанні географічним дисциплінам є уманський педагогічний (УДПУ), київський національний педагогічний імені Драгоманова (НПУ), водного господарства та природокористування (НУВГП), харківський (ХНУ) і дніпровський (ДНУ) національні університети, міжнародний економіко-гуманітарний імені Дем'янчука. Дистанційні курси географічного спрямування, поряд із універсальною складовою, мають свою специфіку через використання великої кількості картографічного матеріалу, геоінформаційних технологій, математичних та картометричних методів, космічних знімків, статистичного матеріалу. Найбільше створено курсів фізико-географічного спрямування, найменше — професійно-методологічного. Найбільшу популярність здобула безкоштовна відкрита навчальна платформа Moodle.
Суттєві зрушення в даному питанні спричинила пандемія COVID-19 2020 року, закриття навчальних закладів по всій країні та перехід до часткового (комбінованого із стаціонарним) дистанційного навчання в середній школі та вишах.
Головними завданнями розвитку дистанційної географічної освіти в Україні є підготовка відповідних спеціалістів з укладання дистанційних
курсів, універсалізація та стандартизація таких курсів, що у комплексі дозволятиме:
- розвивати курси спільними зусиллями різних викладачів різних закладів;
- агрегувати студентам знання від найкращих спеціалістів різних дисциплін без потреби зміни закладу навчання;
- адаптувати і масштабувати наявні курси під потреби різних навчальних програм із різним ступенем заглиблення в спеціальність, кількістю часів викладання, вимогами до отримуваних умінь і навиків випускників тощо.